# Periclina rumiaria
Periclina rumiaria är en fjärilsart som beskrevs av Achille Guenée 1858. Periclina rumiaria ingår i släktet Periclina och familjen mätare. Inga underarter finns listade i Catalogue of Life.